# Hugues Cousin (le jeune)
Ne doit pas être confondu avec Hugues Cousin.
Hugues Cousin dit le jeune (aussi nommé en latin Hugo Cusinus ou Cognatus) né à Nozeroy dans le Comté de Bourgogne en 1515 et mort à Salins vers 1600, est un cartographe et un militaire comtois au service de Charles Quint puis de Philippe II dont il fut fourrier de sa maison. Il est le frère de l'humaniste Gilbert Cousin et de Hugues Cousin dit le vieux. 

## Biographie
Hugues Cousin naît en 1515 dans une famille bourgeoise de Nozeroy sous la bienveillante protection de Philibert de Chalon. Son père Claude Cousin est amodiateur de Nozeroy. Il est le quatrième enfant sur dix dont l’aîné est Gilbert Cousin  Il est le 5ème garçon de la fratrie et comme la plupart de ses frères, il choisit la carrière militaire. En 1527, a 12 ans il quitte la région pour commencer vraisemblablement sa formation militaire. 
Sa carrière militaire est moins brillante et plus discrète que celle de ses frères. Contrairement à certains de ses autres frères, aucun fait d'arme n'est rapporté de lui, lors de l’anoblissement de la famille en 1555. Il participe vraisemblablement à la Neuvième guerre d'Italie . Il se retire de la vie militaire en 1547 et s'installe à Salins (Jura) où il épouse Anne Volant. Il aurait eu, selon l'historien Chifflet, 10 fils et 10 filles. Il est anobli en même temps que ses frères en 1555. 
Rappelé en 1556, il est nommé fourrier à la cour du roi Philippe II d'Espagne, prenant la suite de son frère Hugues le vieux.Il est chargé de l'intendance, du logement et de la sécurité des membres la cour.  Si les comtois étaient nombreux à la cour de Charles Quint, Hugues Cousin fait partie des rares à conservé son poste sous Philippe II, comme Simon Renard ou Antoine Perrenot de Granvelle . Il accompagne le souverain aux Pays-Bas en 1558, il écrit à cette occasion un petit ouvrage sur la composition de la maison du roi. Il occupe ce poste jusqu'en 1566 ou il demande, à la suite d'une longue maladie qui la éprouvé, d'être libéré de sa tache pour pouvoir retourner en Franche-Comté.  Il est signalé de retour à Dole en septembre de l'année suivante. En 1571 il est entendu et interrogé par l’archevêque de Besançon dans le cadre du procès de Église catholique contre son frère Gilbert. 

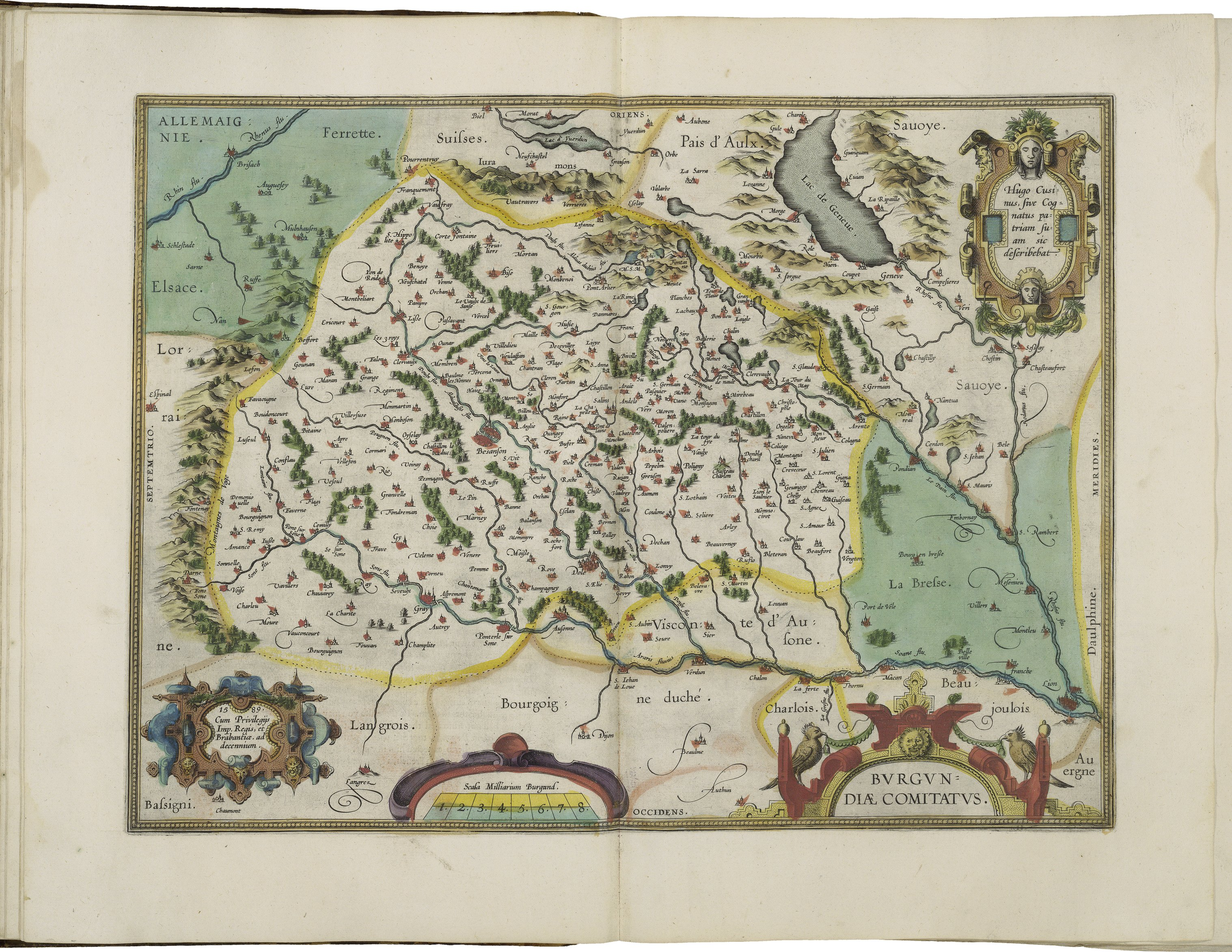
Burgunadiae comitatus - Carte de Comté de Bourgogne par Hugues Cousin (1589)

Dans les années suivantes, il s'adonne à la cartographie et reçoit en 1589 l'autorisation royale de réaliser une carte du Comté de Bourgogne. Cette carte est novatrice et demeure l'une des rares cartes de la Franche-Comté d'alors  Il devient donc l'un des premiers cartographes comtois après Ferdinand de Lannoy et avant Mercator,.
Il meurt à Salins, sans doute un peu avant 1600.

## Descendance
Il est marié à Anne Volant

### Fils
- Michel Cousin ; (Né vers 1549), avec son cousin Henri Simon, va recueillir l'héritage de Gilbert Cousin à Bâle.
- Gilbert Cousin ;
- Claude Cousin ;
- Gaspard Cousin, rentier (né à Salins le 21 mai 1552) ;
- Balthazar Cousin ;
- Melchior Cousin ;
- Philippe Cousin (né le 19 novembre 1566) ;
- N Cousin, religieux à Rome au monastère des Enfumés ;
- N Cousin, religieux à Rome au monastère La Mère de Dieu ;
- N Cousin (bénédictin, abbé de Faverney selon André Pidoux de La Maduère, mais il ne figure pas dans la liste des abbés, fut plus vraisemblablement prieur de l'abbaye de Faverney).

### Filles
- Anne Cousin; mariée au sieur Laboral, de Besançon
- Anne Cousin dite la jeune
- Elizabeth Cousin
- Adrianne Cousin, religieuse à Château-Chalon
- Marguerite Cousin
- Henriette Cousin, née a Salins le 15 juillet 1557, marié à Bénigne Sambin fils d'Hugues Sambin
- Barbe Cousin, née le 3 juillet 1559 à Salins
- Guyette Cousin, née le 24 avril 1561
- X Cousin, marié à François Ramey
- X Cousin mariée au sieur Grand, de Salins

## Œuvres
- Estat du Roy d'Espagne lorsque sa majesté résidait par deçà en l'an 1558 - Le grand Billet de l'hostel de la maison du Roy d'Espagne, d'Angleterre, etc. par Hugues Cousin Fourrier de sa majesté
- Carte du comté de Bourgogne (Burgundiae comitatus. Hugo Cusinus, sive cognatus patriam suam sic describebat. Cum privilegiis Imp. Regis et Brabantice, ad decennium. comitatus), gravure sur cuivre, 1589